# Palau Corner Gheltof
El Palau Corner Gheltof és un edifici civil venecià situat al districte de San Marco i amb vistes al Gran Canal, al costat del complex Mocenigo.

## Història
Construït en una data desconeguda, va ser parcialment reconstruït al segle XVI.

## Arquitectura
Es caracteritza per la presència de dues façanes de dates diferents. La posterior, que dona a un gran pati, encara conserva elements romans d'Orient, com ara un pou que data dels segles X-XI, parapets amb balcons punxeguts i una escala oberta. La façana principal, que data de finals del segle XVI, s'organitza al voltant d'un eix central compost per un portal d'aigua, una serliana i una quadrifora, i envoltada de nombroses finestres monófores. A la segona planta principal hi ha dos escuts d'armes: no es pot dir amb certesa si són originals o còpies del segle XIX. La façana principal culmina en una finestra a les golfes.